# Все вирішує мить
«Все вирішує мить» (рос. «Все решает мгновение») — російський радянський повнометражний широкоформатний стереофонічний кольоровий художній фільм, поставлений на Кіностудії «Ленфільм» в 1978 році режисером Віктором Садовським.
Прем'єра фільму в СРСР відбулася в липні 1979 року.

## Зміст
Героїня фільму – дуже здібна плавчиня. Її результати на тренуваннях вражають. Та проблема полягає в тому, що на очах у глядачів і на відповідальних чемпіонатах дівчина просто не може зібратися з силами і повторити свої результати. Однак їй доведеться впоратися зі своїми страхами, щоб досягти успіху в обраному ремеслі.

## Ролі
- Галина Бєляєва — Надя Привалова
- Ольга Агєєва — Зоя Круглова, плавчиня збірної
- Борис Зайденберг — Олександр Васильович Палинов, головний тренер збірної СРСР з плавання
- Наталя Фатєєва — Олена Павлівна Рижова, тренер збірної з плавання
- Олександр Абдулов — Віктор Васильович Варенцов, перший тренер Наді
- Олександр Дем'яненко — Мартинов Микола Іванович, адміністратор збірної
- Анатолій Папанов — Матвій Захарович, дід Наді
- Микола Озеров — Микола Миколайович, спортивний коментатор
- Андрій Данилов — Костик Чекалов, плавець збірної
- Петро Шелохонов — Матвієв, начальник з спорткомітету СРСР

## В епізодах
- Олексій Васильєв — «Леденець», Вітя Леденцьов, плавець збірної
- Борис Коковкин — Семенович, старий тренер
- Ножері Чонишвілі — Гіко, бармен
- Н. Батова
- Е. Рахманова
- В. Абросимов
- Ірина Попова
- М. Миронова
- Олена Аржанік — Іришка Таманцева, плавчиня збірної (у титрах не вказана)
- Віктор Карасьов (в титрах не вказаний)
- Михайло Поляк — хлопець, який дає Варенцова сигарету (у титрах не вказаний)

## Знімальна група
- Сценарій - Валентин Єжов, Анатолія Салуцького, Віктора Садовського
- Режисер-постановник - Віктор Садовський
- Головний оператор - Віктор Карасьов
- Головний художник - Борис Бурмістров
- Редактор - Юрій Медведєв
- Композитор - Олександр Журбін
- Текст пісні - Роберта Рождественського
- Звукооператор - Тигран Силаєв
- Режисер - Н. Окунцова
- Оператор - Л. Александров
- Монтажер - Є. Садовська
- Костюми - Л. Дудко
- Грим - С. Смирновой, Г. Колесова
- Декоратори - Ю. Пашігорев, Л. Смелова
- Асистенти:
режисера - Г. Товстих, В. Кравченко, Ю. Лебідєв
оператора - В. Коган, С. Садовський, В. Ложкін
по монтажу - Т. Матросова
- Майстер світла - В. Наумов
- Комбіновані зйомки:
Художник - А. Александров
Оператор - Г. Кокарев
асистент оператора - Ю. Дудов
- Головний консультант - Сергій Вайцеховський
- Консультанти - Е. Зловедов, Л. Сагайдук
- Адміністративна група - Д. Халютін, В. Тарасова, В. Юмакова, Т. Плескунова
- Директора картини - Віктор Бородін, Поліна Борисова
- Фільм знятий на плівці виробничого об'єднання «Свема»

## Звукова доріжка
- На початку фільму звучить закадрова пісня композитора Олександра Журбіна на вірші поета Роберта Рождественського «Забурлит очень скоро в бассейне вода,/ Прозвучали команды сухие…» у виконанні Олександра Хочинського. В кінці фільму звучить та ж закадрова пісня у виконанні Таїсії Калинченко.

## Призи та нагороди
- Приз Федерації плавання СРСР на XI ВКФ в Єревані (1978)
- Приз «Срібна медаль» на VII ВФ спортивних фільмів в Ленінграді (1979)
- Приз Спорткомітету м. Ашхабаду на XII ВКФ в Ашхабаді (1979)

## Цікаві факти
- Варенцов везе Надю в УАЗику на обласні змагання від її будинку по піщаному пустинному пляжу у кромки моря, потім великим планом показується їх діалог в УАЗі, їдучому на тлі асфальтованого шосе з машинами, після закінчення діалогу УАЗ знову опиняється їдучого по тому ж пустельному морського пляжу.